# Halityle regularis
Halityle regularis is een zeester uit de familie Oreasteridae.
De wetenschappelijke naam van de soort werd in 1913 gepubliceerd door Walter Kenrick Fisher.